# Bukovec (Košice)
|  | No s'ha de confondre amb Bukovec (Trenčín). |

Bukovec és un poble i municipi d'Eslovàquia. Es troba a la regió de Košice, a l'est del país.

## Història
La primera referència escrita de la vila data del 1347.

## Demografia
| Godina             | 1994 | 2004    | 2014 | 2024   |
| ------------------ | ---- | ------- | ---- | ------ |
| Nombre de persones | 594  | 700     | 805  | 881    |
| Diferència         |      | +17,84% | +15% | +9,44% |

| Godina             | 2023 | 2024   |
| ------------------ | ---- | ------ |
| Nombre de persones | 856  | 881    |
| Diferència         |      | +2,92% |